# Вояды
Вояды (баш. Вояҙы) — село в Янаульском районе Республики Башкортостан Российской Федерации. Центр Воядинского сельсовета.

## География

### Географическое положение
Расположена на речке Вояда. Расстояние до:
- районного центра (Янаул): 28 км,
- ближайшей ж/д станции (Янаул): 28 км.

## История
Основана в 1834 году башкирами деревень Кумово, Карманово и других на землях Уранской волости Бирского уезда. В этом году здесь проживало 85 человек. В 1842 году было засеяно 168 пудов озимого и 240 пудов ярового хлеба.
В 1850 году в деревне проживало 78 человек, в 1859 году — 115 человек в 17 дворах.
В 1904 году в деревне Вояда, относившейся к Ново-Артауловской волости Осинского уезда Пермской губернии — 61 двор (из них 60 крестьянских) и 331 житель (151 мужчина, 180 женщин), башкиры-вотчинники.
По переписи 1920 года в деревне было 109 дворов и 630 жителей (310 мужчин, 320 женщин).
В 1923 году основан фельдшерский пункт, а 10 января 1925 года был образован Воядинский сельсовет.
К 1926 году деревня была передана из Уральской области в состав Янауловской волости Бирского кантона Башкирской АССР.
В 1930 году появился колхоз «Марс».
В 1939 году в деревне Вояда, центре Воядинского сельсовета Янаульского района — 586 жителей (282 мужчины, 304 женщины). В том же году открылась семилетняя школа.
Во время войны в деревне действовали кирпичный и маслобойный заводы, водяная мельница.
В 1951 году колхоз переименован в «Салават», в 1957 году он был включен в совхоз «Буйский».
В 1959 году в деревне Вояда проживало 536 человек (253 мужчины, 283 женщины).
В 1961 году открылось почтовое отделение, а школа стала восьмилетней.
В 1970 году уже в селе Вояды жило 457 человек (203 мужчины, 254 женщины), в 1979 году — 347 жителей (147 мужчин, 200 женщин).
В 1983 году в новом здании была открыта средняя школа. В этом же году был организован совхоз «Воядинский», который просуществовал до 6 мая 1999 года.
В тот период село развивалось, появилась новая улица. Построены новые здания для дома культуры, магазина, медпункта, почтового отделения, были проведены водопровод, газ и телефон.
В 1989 году — 368 жителей (176 мужчин, 192 женщины).
В 1998 году основан детский сад «Карлыгач».
В 2002 году — 440 человек (209 мужчин, 231 женщина), башкиры (94 %).
В 2010 году — 395 человек (182 мужчины, 213 женщин).

## Население
| 2002 | 2009 | 2010 |
| ---- | ---- | ---- |
| 440  | ↗464 | ↘395 |

## Инфраструктура
Имеются средняя школа, детский сад, фельдшерско-акушерский пункт, дом культуры, библиотека.